# Hercules (constructeur informatique)
Pour les articles homonymes, voir Hercules.
Hercules, au préalable Hercules Computer Technology, est un constructeur informatique d'origine américaine qui a marqué l'histoire des cartes graphiques par la création de plusieurs standards, dont le célèbre Hercules Monochrome lié à la norme MDA d'IBM.
De nos jours, Hercules est la division des périphériques pour ordinateur conçus par l'entreprise française Guillemot Corporation S.A., basée en Bretagne, qui possède une autre division, Thrustmaster, chargée de concevoir des périphériques de jeu pour console de jeu et ordinateurs.

## Histoire

### 1982: fondation de Hercules Computer Technology, Inc. en Californie

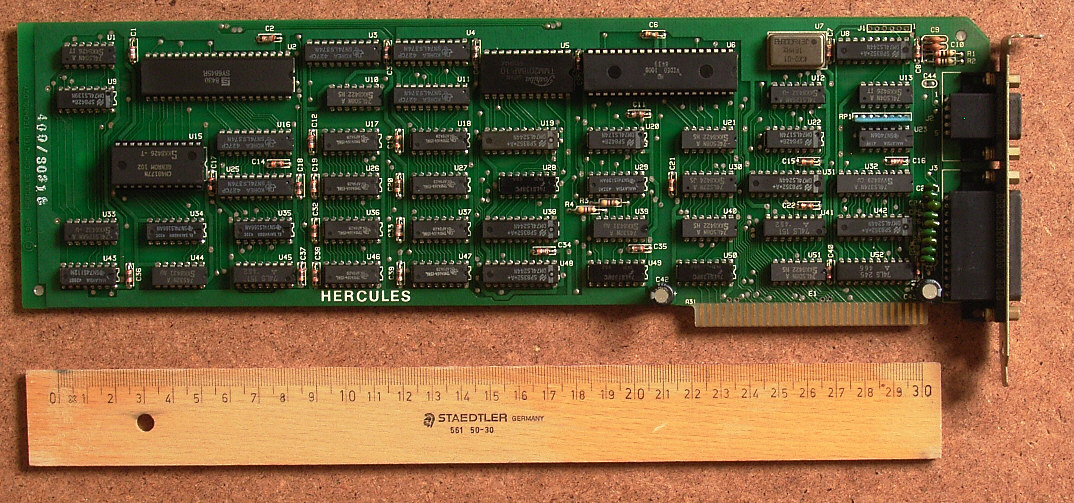
Carte graphique Hercules de 1984.

Hercules Computer Technology, Inc. est fondée en Californie en 1982 par l’étudiant en électronique Khun Van Suwannukul et l'ex-éditeur d’un fanzine musical, Kevin Jenkins dans la ville de Fremont. Dans la première moitié des années 1980, elle devient l'un des principaux fabricants de cartes graphiques, grâce à sa carte monochrome HGC, compatible avec la norme MDA d'IBM. Cette carte vidéo s'impose comme un standard, même après la mise sur le marché des cartes couleur concurrentes CGA : elle était encore utilisée dans les années 1990. La société produit d'ailleurs des cartes compatibles avec le standard CGA puis, avec moins de succès, des cartes compatibles EGA : la série « Hercules InColor ».
Durant les années 1990, l'émergence d'autres fabricants de puces graphiques, comme Cirrus Logic, Tseng Labs (racheté par ATI en 1997), Trident, ATI (acheté par AMD en 2006), 3Dfx (acheté par nVidia en 2000), conduit Hercules à intégrer dans ses cartes les puces graphiques de ses concurrents.
En 1998, son chiffre d'affaires atteint vingt millions de dollars américains. Hercules est acheté par le constructeur Elsa en août 1998 pour 8,5 millions de dollars.

### 1999: rachat par le groupe français Guillemot Corporation

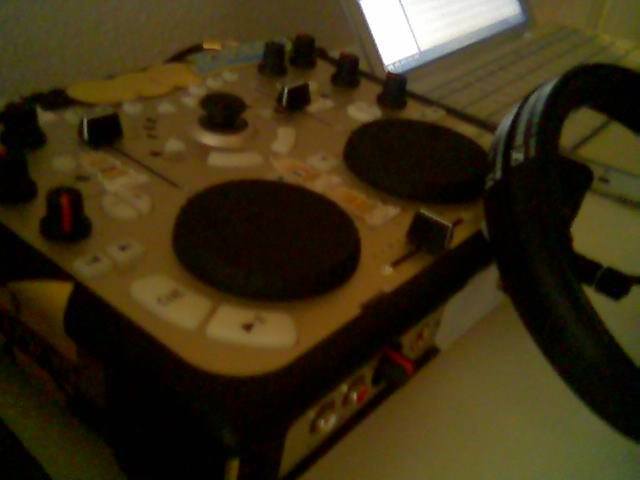
Hercules DJ Control.

Hercules fait faillite en Août 1999 et ses actifs sont vendus en octobre 1999 pour 1,5 million de dollars à Guillemot Corporation S.A., fabriquant comme Hercules des cartes graphiques basées sur les puces NVIDIA (en 1999, Hercules fabriquait les cartes basées sur les puces Riva TNT 2, et Guillemot Corporation S.A. fabriquait les cartes basées sur les mêmes puces Riva TNT 2). Guillemot Corporation S.A. remplace progressivement sa marque Maxi par la marque Hercules :
- Dans les cartes graphiques, avec les cartes Hercules 3D Prophet basées sur des puces nVidia, puis Kyro (ST Microelectronics) et ATI
- Dans les écrans d'ordinateur Hercules ProphetView
- Dans les interfaces audio (Game Theater XP, Muse, 16/12 FW) et les contrôleurs DJ (Hercules DJ Console et DJ Control)
- Et ensuite dans tous les périphériques pour ordinateur (webcams, enceintes, wifi).

En 2004, le marché de l'affichage graphique devenu non rentable, Hercules cesse de fabriquer des cartes graphiques et des écrans pour se concentrer sur des périphériques informatiques à valeur ajoutée, comme les enceintes, les interfaces audio, les contrôleurs de mixage DJ, les webcams et les périphériques de réseau sans fil.
Hercules est la marque utilisée par le groupe Guillemot Corporation S.A. pour commercialiser ses périphériques pour ordinateur.
Guillemot Corporation S.A. commercialise sous la marque Thrustmaster des périphériques de jeu vidéo, et sous la marque WAE des enceintes sans fil.

## Implantation géographique
Guillemot Corporation S.A. crée du matériel informatique en France (siège social, administration, logistique, ventes et marketing, développement produit), Canada (développement de l'électronique, des logiciels embarqués et des pilotes), Roumanie (développement de l'interface logicielle, tests techniques et support client), Chine (logistique, production, développement mécanique) et possède des filiales de commercialisation en : Allemagne, Belgique, Espagne, États-Unis, France, Italie, Pays-Bas et Royaume-Uni.

## Gammes de produits
Contrôleurs pour DJ
- Contrôleur DJ avec audio = DJ Console 1, Mk2, Mk4, Rmx, Rmx2, 4-Mx / DJ 4Set, / DJControl Instinct, Air, Air+, Jogvision / Universal DJ / P32 DJ / Instinct P8
- Contrôleur DJ sans audio = DJ Control MP3, MP3 e2, LE, Glow, Compact, Steel, DJControlWave

Autres périphériques audio
- Interfaces audio : DeeJay TRIM 4&6, Hercules 16/12 FW, Gamesurround Muse Lt, Muse Pocket, Lt, Lt3, Game Theater XP
- Enceintes DJ : XPS DJ 2.080, 2.060, Monitor 5
- Enceintes multimédia : XPS Stereo, 2.1, 5.1 et pour iPod
- Enceintes sans fil: gamme WAE 
  - BTP (Bluetooth Powered) = sans fil avec batterie intégrée
  - BT (Bluetooth) = Sans fil alimenté par le secteur
  - Outdoor = utilisable à l'extérieur (protégé de l'humidité, du sable...)

Autres appareils
- Webcams : DualPix (Classic, Deluxe, Blog, Exchange, Optical Glass, Chat & Show, Infinite, Link, Emotion)
- Périphériques réseau : clés et routeurs wifi / modules courant porteur (ePlug).
- Netbooks : eCafe 800, 900, 1000W, 1010W, EX HD, Slim HD